# Enduit (route)
 (février 2013).
L'enduit est un procédé d'entretien de chaussée. L'enduit routier est constitué d'un liant pour l'étanchéité de la chaussée et de granulats pour fournir la rugosité garante d'une bonne adhérence.
Ce type de revêtement est économique mais génère un bruit de roulement important et supporte mal le trafic important ; c'est pourquoi il est couramment remplacé par un enrobé bitumineux.

## Le liant
Il doit répondre à des exigences multiples et parfois antinomiques : adhésion des gravillons, souplesse par temps froid en même temps que dureté par temps chaud, et résistance à l'arrachement. Il a pour composant le bitume issu de la distillation de pétrole et le goudron provenant de la houille.

### Liants chauds classiques
Les bitumes fluidifiés (fluxés) et le bitume goudron sont des liants chauds. Le premier est fabriqué avec du bitume et du kérosène mais son adhérence est médiocre. Le second provient de bitume mélangé avec de l'huile provenant de la houille ou du pétrole. Le bitume goudron est un mélange de bitume à hauteur de 60 % et de goudron permettant une meilleure adhérence. Le goudron étant fortement cancérigène, il n'est plus utilisé aujourd'hui.

### Les émulsions
Des gouttelettes de bitume à hauteur de 69 % et 65 % sont dispersées dans de l'eau savonneuse pour former un mélange acide. Les granulats humides ajoutés forment un support homogène.

## Structures d'enduit
Il existe 5 structures d'enduits dont la complexité est proportionnelle au coût engendré.
- les mono-couches simple gravillonnage (MSG), formés d'une couche de liant et d'une couche de granulats ;
- les mono-couches double gravillonnage (MDG), formés d'une couche de liant, d'une couche de granulats suivie d'une couche de granulats plus fins ;
- les bi-couches (BIC), formés d'une couche de liant, d'une couche de granulats, d'une nouvelle couche de liant, d'une dernière couche de granulats plus fins ;
- les sandwiches (GLG), formés d'une couche de granulats, d'une couche de liant et d'une dernière couche de granulats fins ;
- les tri-couches, formés de trois couches de liants alternées avec des couches de granulats de plus en plus fins.

Le choix s'opère en fonction de l'état du support à entretenir.